# Nightsiren
Nightsiren (eslovac: Svetlonoc, txec: Světlonoc) és una pel·lícula dramàtica de terror psicològic feminista txeco-eslovaca del 2022 de la directora Tereza Nvotová. La pel·lícula es va estrenar al Festival Internacional de Cinema de Locarno, on va guanyar el premi Pardo d'oro Cineasti del presente. Ha estat subtitulada al català.

## Argument
Mentre fuig de la seva mare maltractadora, Šarlota empeny accidentalment la seva germana Tamara per un penya-segat.
Molts anys més tard, en l'actualitat, Šarlota, ara jove adulta, torna al poble, convocada per una carta de l'alcalde, demanant-li que reclami l'herència de la seva mare. Com que ella va fugir de petita i mai la van trobar, es troba amb desconfiança i superstició: s'havia afirmat que ella i la seva germana havien estat preses per una bruixa acusada, Otyla, una veïna de la casa de la seva infància.
A la Šarlota li van dir que l'alcalde està fora durant les vacances de Setmana Santa, Šarlota s'instal·la a la seva antiga i cremada casa. Es fa amiga d'una local, Mira, i passa molt de temps amb ella. Mira i Šarlota s'uneixen pel descontentament per les tradicions i supersticions locals, però no són capaces d'evitar-les, ja que la comunitat local està molt unida i els prioritza fins i tot sobre els costums i els coneixements actuals, com ara la conducta sexual consensual o desinfectant ferides. Quan alguns locals llencen Mira a un llac com a part d'una tradició, i intenten el mateix amb un Šarlota que crida, Šarlota dóna una puntada de peu a un nen que mira i no se la creuen quan afirma que va ser un accident.
A la Šarlota i a la Mira s'uneix una altra local, l'Helena, que presenta inconformitat i confessa a Šarlota estar enamorada de Mira, però finalment segueix les tradicions locals com la seva devota mare, Anna, i el seu pare violent, Tomáš. Ella esmenta a Šarlota que Otyla estava tenint cura d'un "nen salvatge", que li van portar perquè era mut i mossegava la gent. La Šarlota, que creu que aquest nen podria haver estat la seva germana, demana Helena el seu parador actual, però nega més respostes i es retira de Šarlota i Mira.
La Šarlota confia a la Mira que va tenir un avortament involuntari, i es creu que és la culpable de la mort del fetus, ja que no vol fills i aquesta falta d'amor deu haver matat el nen no nascut. La Mira la renya per culpar-se a si mateixa i assegura a Šarlota que és culpa del seu xicot que la va deixar després, no seva, però Šarlota està tan aclaparada per la culpa que rebutja qualsevol simpatia. Ella fuig després que la Mira l'abofetegi per impuls. Es reconcilien més tard, després que Tomáš intentés violar Mira; ella aconsegueix lluitar contra ell i corre cap al bosc. Mentrestant, Tomáš es dirigeix al graner de la família per tenir sexe amb l'Anna, que li impedeix que es retiri mentre arriba al clímax.
A la cerimònia local del solstici d'estiu, Šarlota, Mira, Helena i molts locals canten una cançó tradicional a l'uníson. Després, el pare de l'Helena amenaça els seus dos fills petits amb cops de puny i ells fugen. Šarlota i un pastor local, Rado, són els primers a començar a ballar, després de la qual cosa consumeixen begudes preparades per Mira amb la seva pròpia barreja d'herbes. Šarlota i Rado s'apropen i més habitants s'uneixen al ball. Un altre local balla cap a Šarlota i la palpa; ella l'empeny, ell cau a terra, i els habitants de la zona la miren amb incredulitat, avergonyint-la per ballar "com una puta". L'Helena la crida, acusant-la de causar problemes. Šarlota diu que només es va defensar i marxa amb Rado.
Al bosc proper, Šarlota experimenta un viatge de drogues, presumiblement causada per les herbes de Mira, i és testimoni de persones semblants a bruixes que fan balls i orgies. Finalment, té relacions sexuals amb Rado, nus al sòl del bosc. L'Helena es troba amb un aquelarre de dones nues ballant i és abraçada i besada per Mira, però es veu aclaparada i fuig, caient sobre el mateix penya-segat que la Tamara.
L'endemà, els dos fills han desaparegut i s'envien grups de recerca. Šarlota s'adona que la Mira és la Tamara i es reconcilien al penya-segat. Mira li diu a Šarlota que l'Otyla la va acollir després de la caiguda perquè la seva mare ja s'havia penjat quan la Mira va tornar a casa, i que finalment va ser retirada per la força d'ella pels habitants. Mira també va ser qui va escriure la carta de "l'alcalde". Quan Šarlota i Mira tornen a casa de la Mira,  Helena, malferida, està sent transportada. Šarlota,  infermera entrenada, i la Mira intenten ajudar l'Helena moribunda, però l'Anna les crida que baixin i no la toquin i crida per sal beneïda. Intenten ajudar de totes maneres, fins que en Tomáš les amenaça amb una pistola. Durant l'enfrontament, l'Helena mor, i la Šarlota i la Mira tornen corrents a la cabana de la Šarlota, seguides de crits d'acusacions de bruixes.
Mentre els grups de recerca estan pentinant el bosc per als dos nens, en Tomáš està convençut que Šarlota i Mira els van segrestar i demana a l'Anna que vagin a l'antiga cabana d'Otyla, on s'havia instal·lat Šarlota. Just quan Šarlota i Mira estan a punt de marxar, Tomáš i Anna arriben amb més habitants. Anna està lligada i Šarlota és torturada. Se'ls demana que revelin on van portar els nens i, finalment, Tomáš i més gent local surten a buscar mentre l'Anna interroga Šarlota i Mira. A la llunyania, l'Anna veu els seus fills,  corre darrere i un local li dispara per error. Šarlota aconsegueix fugir. Tomáš torna, veu l'Anna ferida, s'endinsa a la cabina, acusa la Mira de ser la culpable, aboca líquid inflamable per tota la cabana, l'encén i deixa a dins la Mira lligada. La Šarlota torna amb Rado, rescata una Mira inconscient de les flames i intenta reanimar-la.
A l'última escena, en un moment no definit, Mira i Šarlota corren felices per boscos desconeguts, es despullen, salten a un llac i neden sense cap altra companyia. Un primer pla de Šarlota la mostra, aparentment, contenta.

## Repartiment
- Natalia Germani com a Šarlota
- Eva Mores com a Mira
- Juliana Oľhová com a Helena
- Zuzana Konečná com a Žofa
- Marek Geisberg com a Tomáš
- Peter Ondrejička com a Juro
- Noël Czuczor com a Rado
- Jana Oľhová com a Anna
- Iva Bittová com a Otyla
- Matúš Ryšan com Adam

## Recepció crítica
La pel·lícula va generar crítiques positives amb un índex d'aprovació del 93% basat en 15 ressenyes a Rotten Tomatoes.

## Premis
Va guanyar el Premi Méliès d'argent al millor llargmetratge al LV Festival Internacional de Cinema Fantàstic de Catalunya.